# Polybutadieen
Polybutadieen is een polymeer dat is samengesteld uit monomeren van 1,3-butadieen. Butadieen is een molecuul dat bestaat uit 4 koolstofatomen en 8 waterstofatomen. Deze monomeren zullen voornamelijk polymeriseren via een condensatiereactie. Polybutadieen is een elastomeer.
Polybutadieen is een synthetisch rubber, dat wordt toegepast voor luchtbanden, als kern voor golfballen en om de eigenschappen van sommige kunststoffen te verbeteren.